# Sonderkonto
Het Sonderkonto is een instrument dat de invoer- en uitvoerstromen van een land aan elkaar koppelt via de centrale banken. Het systeem is bedacht door de Zweedse econoom Matz, en door Duitsland in de jaren 30 en 40 als economisch instrument ingezet. Zowel Zweden als Nederland hebben in de jaren 30 het Sonderkonto met Duitsland gehanteerd.

## Systeem
Het Sonderkonto werkt volgens het volgende mechanisme, zoals uitgewerkt in onderstaand voorbeeld.
Voorbeeld: Ondernemer en exporteur Jan van Sevenum (fictief) verkoopt tropisch hardhout uit Nederlands-Indië aan de Duitse importeur Heinrich Veldhaus (ficief) voor 50.000 Reichsmark. Veldhaus mag nu niet meer direct aan Van Sevenum betalen, maar moet aan de Duitse centrale bank, de Reichsbank, betalen. De Reichsbank opent met betrekking tot dit krediet een tegoed ten bate van De Nederlandsche Bank (DNB), voor 50.000 Reichsmark. Voor dit bedrag mag DNB nu "bankmarken" afgeven, die in Nederland voor guldens verkocht konden worden. Bankmarken zijn in feite gerechtigdheden voor een bepaald bedrag tot het door de Reichsbank aangehouden tegoed. 
Als er gemakshalve van wordt uitgegaan dat er koers van 1:1 geldt dan zijn die bankmarken 50.000 gulden waard. Bankmarken konden ook gebruikt worden om Duitse import te betalen, en dit was eigenlijk de bedoeling van het Sonderkonto. In dit voorbeeld koopt een andere Nederlandse ondernemer, Rein Bergman, voor 50.000 Reichsmark of gulden, elektrische apparatuur van Krupp. Bergman koopt hiervoor de 50.000 bankmarken die door DNB en de Reichsbank zijn gegenereerd voor de transactie tussen Veldhaus en Van Sevenum, en betaalt hiermee zijn Duitse wederpartij, Krupp. 
Op dit moment heeft DNB 50.000 gulden gekregen, en kan hiermee nu Van Sevenum betalen zodat deze uiteindelijk via een omweg voor zijn levering betaald wordt. Het moge duidelijk zijn dat Van Sevenum zich voor betaling alleen tot DNB kan wenden.

## Voordelen
Het systeem heeft verschillende voordelen, die ook door zowel de Duitsers als door het Nederlandse Ministerie van Economische Zaken bij monde van Hirschfeld veelvuldig werden aangekaart om ook Nederland in het systeem te betrekken. 
- De invoer en uitvoer worden aan elkaar gekoppeld;
- De stemming tussen de landen zal door wederzijdse afhankelijkheid verbeteren;
- Er vinden geen deviezenlekken plaats.

## Toepassing
Het systeem werd eind 1932 met de Weimarrepubliek afgesproken en ging in 1933 in. De nazi's pasten het systeem echter ten nadele van Nederland toe.
De Nederlandse export overtrof de import. Zonder het Sonderkonto zou het overschot in baar geld worden betaald, nu moesten exporteurs wachten tot er gelijkwaardige importen plaatsvonden voor ze betaald konden worden. Ook waren slechts de Duitse importeurs verplicht via de Reichsbank te betalen. Nederlandse importeurs konden met bankmarken betalen, maar mochten dit ook in contanten doen. Om een soepel betalingsverkeer te garanderen verkocht DNB daarnaast de bankmarken met een disagio (dus beneden de nominale waarde).

## Gevolgen
Door dit systeem schoot Nederland er op drie manieren bij in:
- Exporteurs moesten langer op hun geld wachten. De betalingsachterstand liep in de jaren 1933-1940 op tot tientallen miljoenen guldens.
- Doordat slechts de export Nederland-Duitsland gereguleerd was en niet de import Duitsland-Nederland, lekten deviezen uit Nederland weg.
- Het disagio waarmee DNB de bankmarken verkocht kwam ten laste van deze instelling, dus ten laste van de Nederlandse overheid, en uiteindelijk van alle belastingbetalers.

Met andere woorden: Nederland financierde Duitsland.
Duitsland verplichtte in de jaren 1939-45 alle bezette gebieden tot dit systeem. Daarbij werd de waarde van de mark in het voordeel van Duitsland gesteld, en werden alle industrieën verplicht om desgewenst aan Duitsland te leveren. Het systeem was nu synoniem voor roof geworden, onder het mom van handel, en leidde tot enorme financiële onttrekkingen aan de bezette gebieden.